# Ministero della cultura e dell'orientamento islamico
Il Ministero della Cultura e dell'Orientamento islamico è il dicastero del governo della Repubblica Islamica dell'Iran responsabile della limitazione dell'accesso a qualsiasi media che viola l'etica islamica o promuove valori estranei alla rivoluzione iraniana.

## Storia
Il Ministero della Cultura e dell'Orientamento islamico fu istituito il 2 marzo 1986 sulla base di una legislazione approvata dal Parlamento.
L'Agenzia di stampa della Repubblica Islamica è affiliata al ministero.